# Pilea samanensis
Pilea samanensis är en nässelväxtart som beskrevs av Ignatz Urban. Pilea samanensis ingår i släktet pileor, och familjen nässelväxter. Inga underarter finns listade i Catalogue of Life.